# 哈拉什區

36°39′11″N 6°50′11″E / 36.6531°N 6.8364°E
哈拉什區（阿拉伯语：‎），是阿爾及利亞的行政區，位於該國東北部，由斯基克達省負責管轄，首府設於哈拉什，面積572平方公里，1998年人口为104,835人，人口密度每平方公里180人。